# Église Saint-Germain de Saclas
L'église Saint-Germain de Saclas est une église paroissiale catholique, dédiée à saint Vincent, située dans la commune française de Saclas et le département de l'Essonne.

## Historique
L'église date de la fin du XIe siècle.
Le clocher est surélevé au XIIe siècle et la nef agrandie au XIIIe siècle.
La sacristie est construite au XVIe siècle.
Il y a des restaurations au XVIe siècle et au XIXe siècle du fait de l'humidité induite par la proximité de la Juine.
Depuis un arrêté du 28 avril 1947, l'église est inscrite au titre des monuments historiques.

## Pour approfondir